# Solanecio mannii
Solanecio mannii là một loài thực vật có hoa trong họ Cúc. Loài này được (Hook.f.) C.Jeffrey miêu tả khoa học đầu tiên năm 1986.